# Église Saint-Pons de Peyroules
L'église Saint-Pons est une église située à Peyroules, en France.

## Localisation
L'église est située sur la commune de Peyroules, dans le département français des Alpes-de-Haute-Provence.

## Historique
L'édifice est inscrit au titre des monuments historiques en 2006.